# Бальдуцци, Ренато
Ренато Бальдуцци (итал. Renato Balduzzi; род. 12 февраля 1955, Вогера, Ломбардия) — итальянский юрист и политик, министр здравоохранения (2011—2013), депутат парламента (2013—2014), член Высшего судебного совета Италии (с 2014).

## Биография

### Ранние годы и научная деятельность
Провёл детство в Алессандрии (провинция Алессандрия, Пьемонт).
В 1979 году окончил Генуэзский университет, где изучал право. В 1989—1992 годах был юридическим советником Министерства обороны, в 1996—2000 — Министерства здравоохранения, в 2006—2008 — Министерства семейной политики. С февраля 2007 по ноябрь 2011 года возглавлял Национальное агентство по региональным услугам здравоохранения (Agenzia nazionale per i servizi sanitari regionali — Agenas). В июле 2011 был среди специалистов по конституционному праву, представивших исследование в поддержку закона Маттареллы.
Ординарный профессор конституционного права университета восточного Пьемонта, с 1 ноября 2011 года — доцент Юридического факультета Католического университета Святого Сердца. До 2008 года возглавлял католическое Церковное движение культурного долга (it:Movimento ecclesiale di impegno culturale).

### Министр здравоохранения в правительстве Монти
В 2011—2013 годах являлся министром здравоохранения в правительстве Монти.

### Депутат парламента
В 2013 году избран в Палату депутатов от партии «Гражданский выбор», с 13 июля 2013 года состоял в Парламентской комиссии по вопросам регионов (Commissione parlamentare per le questioni regionali), с 1 августа 2013 года её возглавлял. Кроме того, с 7 мая 2013 года состоял в I-й комиссии (вопросы Конституции, Совета министров и по внутренним делам), с 8 мая 2013 года — в Законодательном комитете (COMITATO PER LA LEGISLAZIONE). 26 сентября 2014 года досрочно сдал депутатский мандат.

### Во главе «Гражданского выбора»
16 ноября 2013 года Национальным съездом «Гражданского выбора» после ухода «пополяров» было избрано новое руководство партии, Ренато Бальдуцци стал первым заместителем председателя. 4 июня 2014 года, после серии отставок в руководстве партии, её временно возглавил Бальдуцци, формально остающийся в должности первого заместителя председателя (8 февраля 2015 года новым лидером партии избран Энрико Дзанетти).

### Член Высшего совета магистратуры Италии
15 сентября 2014 года Бальдуцци избран в состав Высшего совета магистратуры Италии.